# Conus lividus
Espèce
Statut de conservation UICN

 LC  : Préoccupation mineure
Conus lividus est une espèce de mollusques gastéropodes marins de la famille des Conidae.
Comme toutes les espèces du genre Conus, ces escargots sont prédateurs et venimeux. Ils sont capables de « piquer » les humains et doivent donc être manipulés avec précaution, voire pas du tout.

## Description
La taille d'une coquille adulte varie entre 25 mm et 81 mm. La spire modérée est coronée, déprimée conique. Elle présente des nodules proéminents sur les épaules des whorl. La moitié inférieure du whorl est striée de façon distante, et les stries sont faiblement granuleuses. La couleur de la coquille est jaunâtre clair ou fauve, olivâtre à brun orangé. Les tubercules de la flèche et une bande sous l'épaule, ainsi qu'une seule bande centrale sur le verticille, sont blancs. L'ouverture est étroite et violette avec une faible bande centrale blanche. La base et l'intérieur sont violacés. L'épiderme est quelque peu touffu en séries tournantes distantes. 

## Distribution
Cet escargot conique a une très large distribution. On le trouve dans la mer Rouge, dans l'océan Indien au large d'Aldabra, des archipel des Chagos, du bassin des Mascareignes. Bassin, Maurice, Mozambique, Tanzanie et la côte ouest de l'Afrique du Sud ; dans l'ensemble de l'Océan Pacifique, au large de l'Australie (Nouvelle-Galles du Sud, Territoire du Nord, Queensland, Australie-Occidentale).

### Niveau de risque d’extinction de l’espèce
Selon l'analyse de l'UICN réalisée en 2011 pour la définition du niveau de risque d'extinction, cette espèce est présente dans tout l'Indo-Pacifique tropical, de l'Afrique de l'Est à l'ouest jusqu'à la Polynésie française et Hawaï. Elle est très commune dans sa vaste aire de répartition. Il n'y a pas de menaces majeures connues et sa distribution coïncide avec des zones marines protégées. Nous l'avons listé comme étant de préoccupation mineure.

## Taxinomie

### Publication originale
L'espèce Conus lividus a été décrite pour la première fois en 1792 par le conchyliologiste danois Christian Hee Hwass dans « Encyclopédie méthodique ou par ordre de matières Histoire naturelle des vers - volume 1 » écrite par le naturaliste français Jean-Guillaume Bruguière (1750-1798),.

### Synonymes
- Conus (Lividoconus) lividus Hwass, 1792 · appellation alternative
- Conus lividus  var. detritus Menke, 1830 · non accepté
- Conus plebejus Link, 1807 · non accepté
- Conus primula Reeve, 1849 · non accepté
- Conus virgo  var. fasciata Menke, 1828 · non accepté
- Cucullus monachos Röding, 1798 · non accepté
- Lividoconus lividus (Hwass, 1792) · non accepté

### Sous-espèces
- Conus lividus var. detritus Menke, 1830, accepté en tant que Conus lividus Hwass, 1792